# Мальовниче (Вознесенський район)
Мальовни́че (до 2024 року — Приют) — село в Україні, в Єланецькій селищній громаді Вознесенського району Миколаївської області. Населення становить 121 осіб. До 2020 року Ооган місцевого самоврядування — Малодворянська сільська рада.

## Історія
За даними на 1859 рік у власницькому селі Новий Приют Єлисаветградського повіту Херсонської губернії мешкало 110 осіб (56 чоловіків та 54 жінки), налічувалось 14 дворових господарств.
Станом на 1886 рік у колишньому власницькому селі Ольгопільської волості мешкала 171 особа, налічувався 21 двір, існували 2 православні церкви, скит, школа.
19 вересня 2024 року Верховна Рада підтримала перейменування села Приют на Мальовниче. 26 вересня 2024 року перейменування набуло чинності.

## Населення

### Мова
Розподіл населення за рідною мовою за даними перепису 2001 року:
| Мова       | Кількість | Відсоток |
| ---------- | --------- | -------- |
| українська | 112       | 92.56%   |
| російська  | 9         | 7.44%    |
| Усього     | 121       | 100%     |

## Відомі люди
- Отрєп'єв Олександр Сергійович (1992—2021) — старший матрос Збройних сил України, учасник російсько-української війни.